# Country Music Association Awards 2022
O Country Music Association Awards 2022, anunciado como 56º CMA Awards, foi realizado em 9 de novembro de 2022, na Bridgestone Arena, em Nashville, Tennessee, nos Estados Unidos. 
Pela segunda vez, a cerimônia foi apresentada pelo cantor Luke Bryan, mas desta vez ele contou com um co-apresentador, o ex-jogador de futebol americano Peyton Manning. A cerimônia foi transmitida ao vivo pelo canal ABC, e disponibilizada para streaming na plataforma Hulu.

## Antecedentes
O período de elegibilidade para o 56º CMA Awards foi de 1º de julho de 2021 a 30 de junho de 2022. Em 1º de agosto de 2022, o CMA anunciou que Luke Bryan retornaria como apresentador pela segunda vez, e que ele seria acompanhado de um co-apresentador, o ex-quarterback da NFL, Peyton Manning. 
Robert Deaton foi o produtor executivo e Alan Carter dirigiu a cerimônia. Lainey Wilson liderou em indicações, com seis, seguida de perto por Ashley McBryde, Carly Pearce e Chris Stapleton, cada um com cinco.
Em 27 de outubro, foi anunciado que o cantor Alan Jackson, duas vezes ganhador do prêmio Artista do Ano, receberia o prêmio Willie Nelson pelo conjunto de sua obra.

## Apresentações
A primeira leva de artistas foi anunciado em 25 de outubro de 2022. A segunda leva foi anunciado em 1º de novembro de 2022.
| Artista(s)                                                            | Canção(ões) | Apresentado(s) por                      |
| --------------------------------------------------------------------- | --- | --------------------------------------- |
| Carrie Underwood Miranda Lambert Reba McEntire                        | Tributo a Loretta Lynn "You Ain't Woman Enough" (Underwood) "Don't Come Home A-Drinkin'" (Lambert) "You're Lookin' at Country" (McEntire) "Coal Miner's Daughter" (todas)                                                  | —                                       |
| Ashley McBryde Brandy Clark Pillbox Patti Caylee Hammack John Osborne | When Will I Be Loved" | Luke Bryan Peyton Manning               |
| Cody Johnson                                                          | "'Til You Can't" | Luke Bryan Peyton Manning               |
| Cole Swindell Jo Dee Messina                                          | "She Had Me at Heads Carolina" | Luke Bryan                              |
| Miranda Lambert                                                       | "Geraldene" | Luke Bryan Peyton Manning Jeannie Seely |
| Carrie Underwood                                                      | "Hate My Heart" | —                                       |
| Luke Combs                                                            | "The Kind of Love We Make" | Peyton Manning                          |
| Luke Bryan                                                            | "Country On" | Peyton Manning                          |
| Carly Pearce Ricky Skaggs Sonya Isaacs Jenee Fleenor                  | "Dear Miss Loretta" | —                                       |
| Zac Brown Band Marcus King                                            | "Out in the Middle" | Luke Bryan Peyton Manning               |
| Thomas Rhett Katy Perry                                               | "Where We Started" | Peyton Manning                          |
| HARDY Lainey Wilson                                                   | "Wait in the Truck" | Luke Bryan                              |
| Kelsea Ballerini Kelly Clarkson Carly Pearce                          | "You're Drunk, Go Home" | Luke Bryan Peyton Manning               |
| Morgan Wallen                                                         | "You Proof" | —                                       |
| Patty Loveless Chris Stapleton Darrell Scott Morgane Stapleton        | "You'll Never Leave Harlan Alive" | Luke Bryan Peyton Manning               |
| The War and Treaty Brothers Osborne                                   | "It's Only Rock 'n Roll (But I Like It)" | Luke Bryan                              |
| Elle King The Black Keys                                              | Tributo a Jerry Lee Lewis "Great Balls of Fire" | Luke Bryan Peyton Manning               |
| Carrie Underwood Dierks Bentley Jon Pardi Lainey Wilson Alan Jackson  | Prêmio Willie Nelson de Conjunto da Obra honra Alan Jackson "Remember When" (Underwood) "Chattahoochee" (Bentley) "Drive (For Daddy Gene)" (Pardi) "Chasin' That Neon Rainbow" (Wilson) "Don't Rock the Jukebox" (Jackson) | —                                       |

## Vencedores e indicados
| Artista do Ano (apresentado por Michael Shannon e Jessica Chastain) | Álbum do Ano (apresentado por Cole Hauser |
| --- | --- |
| - Luke Combs - Miranda Lambert - Chris Stapleton - Carrie Underwood - Morgan Wallen | - Growin' Up — Luke Combs - Humble Quest — Maren Morris - Palomino — Miranda Lambert - Sayin' What I'm Thinkin' — Lainey Wilson - Time, Tequila & Therapy — Old Dominion |
| Cantor do Ano (apresentado por Erin Napier e Ben Napier) | Cantora do Ano (apresentado por Lionel Richie) |
| - Chris Stapleton - Eric Church - Luke Combs - Cody Johnson - Morgan Wallen | - Lainey Wilson - Miranda Lambert - Ashley McBryde - Carly Pearce - Carrie Underwood |
| Grupo do Ano (apresentado por Parker McCollum e Jordan Davis) | Dupla do Ano (apresentado por Wynonna Judd) |
| - Old Dominion - Lady A - Little Big Town - Midland - Zac Brown Band | - Brothers Osborne - Brooks & Dunn - Dan + Shay - LoCash - Maddie & Tae |
| Single do Ano (apresentado por Sarah Drew e Tyler Hubbard) | Canção do Ano (apresentado por Rex Linn e Reba McEntire) |
| - "'Til You Can't" — Cody Johnson - "Buy Dirt" — Jordan Davis com part. de Luke Bryan - "Half of My Hometown" — Kelsea Ballerini com part. de Kenny Chesney - “Never Wanted to Be That Girl” — Carly Pearce e Ashley McBryde - “You Should Probably Leave” — Chris Stapleton              | - "Buy Dirt" — Jacob Davis, Jordan Davis, Josh Jenkins, Matt Jenkins - “Never Wanted to Be That Girl” — Shane MacAnally, Ashley McBryde, Carly Pearce - “Sand in My Boots” — Ashley Gorley, Michael Hardy, Josh Osborne - “Things a Man Oughta Know” — Jason Nix, Lainey Wilson, Jonathan Singleton - "You Should Probably Leave" — Chris DuBois, Ashley Gorley, Chris Stapleton |
| Artista Revelação do Ano (apresentado por Lady A) | Músico do Ano |
| - Lainey Wilson - HARDY - Walker Hayes - Cody Johnson - Parker McCollum | - Jenee Fleenor - Paul Franklin - Brent Mason - Ilya Toshinskiy - Derek Wells |
| Videoclipe do Ano | Evento Musical do Ano |
| - "'Til You Can't" — Cody Johnson - "I Bet You Think About Me" — Taylor Swift com part. de Chris Stapleton) - "Longneck Way To Go" — Midland com part. de Jon Pardi) - “Never Say Never” — Cole Swindell e Lainey Wilson - “Never Wanted to Be That Girl” — Carly Pearce e Ashley McBryde | - “Never Wanted to Be That Girl” — Carly Pearce e Ashley McBryde - “Beers on Me” — Dierks Bentley, HARDY, Breland - “If I Didn't Love You” — Jason Aldean e Carrie Underwood - "Longneck Way to Go" — Midland com part. de Jon Pardi) - “Never Say Never” — Cole Swindell e Lainey Wilson                                                                                        |
| Prêmio Sucesso de Artista Internacional | Prêmio Artista Country Global |
| - Ashley McBryde - Lindsay Ell - Brothers Osborne - Tenille Townes | - Ilse DeLange - Kaylee Bell - Dallas Smith - The Wolfe Brothers |
| Crown Royal "Que Merece Uma Coroa" (apresentado por Lainey Wilson) | Prêmio Willie Nelson de Conjunto da Obra (apresentado por Carrie Underwood) |
| CreatiVets | Alan Jackson |